# Myaptexaria vexillaria
Myaptexaria vexillaria là một loài ruồi trong họ Asilidae. Myaptexaria vexillaria được Artigas miêu tả năm 1970. Loài này phân bố ở vùng Tân nhiệt đới.